# Miroslav Koranda
Miroslav Koranda (født 6. november 1934 i Prag, død 6. oktober 2008) var en tjekkoslovakisk roer, olympisk guldvinder og dobbelt europamester.

## Rokarriere
Koranda dyrkede tidligt i sin karriere kanoroning, men skiftede til roning, hvor han var styrmand i den tjekkoslovakiske firer med styrmand, der blev roet af Karel Mejta, Jiří Havlis, Jan Jindra og Stanislav Lusk ved OL 1952 i Helsinki. Tjekkoslovakerne vandt deres indledende heat og deres semifinale, og i finalen sikrede de sig guldet med tre sekunders forspring til Schweiz, mens USA fik bronze.
Med samme besætning vandt Tjekkoslovakiet EM-guldmedalje i 1953.
Miranda kom derpå med i den tjekkoslovakiske otter og var i denne med til at blive europamester i 1956. Der var derfor store forventninger til båden ved OL 1956 i Melbourne, men tjekkoslovakkerne måtte se sig besejret i semifinalen her. Han var derpå med til at vinde EM-bronze året efter, hvorpå han ikke længere var på landsholdet. Dog blev det til en enkelt optræden mere, da han var styrmand i otteren ved det første VM i 1962.

## OL-medaljer
- 1952:  Guld i firer med styrmand